# В овраге
«В овра́ге» — повесть Антона Павловича Чехова, впервые опубликованная в 1899 году в журнале «Жизнь». Литературный критик Дмитрий Овсянико-Куликовский считает что суть повести — отображение картины зла и греха, сопряжённого с возникновением новой самобытной «буржуазии» из крестьян.

## Герои
По мнению критиков почти все персонажи повести — «люди без критериев добра и зла».
- Григорий Петрович Цыбукин — мещанин, который занимается торговлей.
- Анисим Григорьевич Цыбукин — старший сын Григория Петровича Цыбукина, служит в городе в сыскном отделении;
- Степан Григорьевич Цыбукин — младший сын Григория Петровича Цыбукина, занимается тем, что помогает отцу, но помощи от него немного — он слаб здоровьем и глух.
- Аксинья Абрамовна Цыбукина — жена Степана, красивая и стройная женщина, поспевающая везде и во всем.
- Варвара Николаевна Цыбукина — вторая жена Григория Петровича, видная, красивая и очень религиозная женщина. Постоянно помогает нищим, богомольцам. Она символ непротивления злу[1].
- Липа Цыбукина — бедная девушка, жена Анисима. Она — символ пассивной непримиримости со злом, покорности судьбе, отсутствия малейшего чувства злобы и мести[1][3][4].

## Сюжет
Цыбукин решает женить своего старшего сына. Тот соглашается спокойно и без энтузиазма. Невесту зовут Липа, она очень бедная девушка, для которой войти в дом Цыбукиных, с любой точки зрения, подарок судьбы, так как у неё нет приданого.
Анисим приезжает за три дня до свадьбы и всем в подарок привозит серебряные рубли и полтинники, главная прелесть которых в том, что все монеты, как на подбор, новенькие.
На свадьбе Анисим быстро напивается и хвастается городским приятелем по фамилии Самородов, называя его «человеком специальным». Через пять дней Анисим уезжает в город. Он говорит с Варварой, и та жалуется, что они живут не по-божески, что все построено на обмане. Прощаясь, Анисим говорит, что Самородов впутал его в какое-то темное дело: «богат буду или пропаду». На станции Цыбукин просит сына остаться «дома, при деле», но он отказывается.
Выясняется, что монеты Анисима фальшивые. Он делал их с Самородовым и теперь идет под суд. Это потрясает старика. Он смешал фальшивые монеты с настоящими, не может их различить. И хотя сам всю жизнь плутовал, но делание фальшивых денег не вмещается в его сознание и постепенно сводит его с ума. Сына осуждают на каторжные работы, несмотря на хлопоты старика. В доме всем начинает заправлять Аксинья. Она ненавидит Липу и рожденного ею сына Никифора, понимая, что в будущем главное наследство достанется им. На глазах у Липы она обваривает младенца кипятком, и тот, недолго помучившись, умирает. Липа бежит из дома и по дороге встречает странников. Когда Липа приходит домой, старик говорит ей: «Эх, Липа… не уберегла ты внучка…» Виноватой оказывается она, не Аксинья, которой боится старик. Липа уходит к матери. Аксинья окончательно становится главной в доме, хотя формально хозяином считается старик. Она входит в долю с братьями-купцами Хрымиными — вместе они открывают трактир на станции, проворачивают махинации, гуляют, веселятся. Старик Цыбукин опускается настолько, что не помнит о еде, ничего не ест целыми днями, когда его забывают покормить. По вечерам он стоит на улице с мужиками, слушает их разговоры — и однажды, увязавшись за ними, встречает Липу и Прасковью. Они кланяются ему, но он молчит, на глазах дрожат слезы. Видно, что он давно ничего не ел. Липа дает ему пирога с кашей. «Он взял и стал есть […] Липа и Прасковья пошли дальше и долго потом крестились».

## Публикации
Повесть А. П. Чехова «В овраге» впервые напечатана в 1900 году в журнале «Жизнь» № 1 с подписью «Антон Чехов», включалась в собрание сочинений писателя, издаваемое А. Ф. Марксом в приложение к журналу «Нива» за 1903 год. Для собрания сочинений А. Ф. Маркса автор перерабатывал журнальный вариант повести не менее четырех раз.
При жизни Чехова повесть была переведена на немецкий и французский языки.

## История написания
Для написания повести Чехов использовал материалы, занесенные в его записные книжки в разное время с 1895 по 1899 год. Из записных книжек он взял описание деревенского быта, запись о телефоне, фамилии персонажей.
Описание фабричного села Уклеева сделано писателем по мелиховским впечатлениям. Для описания фабрик, жизни крестьян, нравов уклеевских хозяев Чехов использовал свои впечатления о работе в период холерной эпидемии 1892—1893 годов и в комиссии уездного санитарного совета в 1894—1895 годах.

## Критика
Повесть произвела впечатление на Л. Н. Толстого. В 1900 году он писал: «Как хорош рассказ Чехова в „Жизни“. Я был очень рад ему».
Критик Лазаревский отмечал: «Сегодня получил „Жизнь“. Ваше „В овраге“ вещь страшная. Такая, как „Власть тьмы“ Толстого. Когда я прочел, как на маленького Никифора брызнули кипятком, я взволновался так, что читать оставил и дочитал уже потом. Эта вещь еще выше „Мужиков“». А. И. Богданович относил повесть к «самому видному» произведению 1900 года.
А. Ф. Кони признавался писателю: «Нужно ли говорить Вам, что я читал и перечитывал „В овраге“ с восхищением. Мне кажется, что это лучше всего, что Вы написали, — что это — одно из глубочайших произведений русской литературы». Современные писателю критики единодушно отмечали повесть, как выдающимся явление беллетристики. Критические материалы о повести писали: И. Игнатов, А. М. Скабичевский, А. А. Измайлов, Р. И. Сементковский, П. О. Морозов и др.
Литературный критик Альбов В. П. пишет, что «по глубине мысли и тонкости рисунка это лучшее из всего, что написано Чеховым». По мнению критика, «В овраге» — проявление новой философии, которую открыл для себя Чехов.
«В овраге» произвёл сильное впечатление на Навального, о чём он написал в предсмертном письме Сергею Пархоменко: «Дочитал „В овраге“ и ещё 5 минут тупо в стену смотрел. Точно как после просмотра „Груз-200“. Кто бы мне сказал, что самый мрачный русский писатель — Чехов».

## Экранизация
- 1991 — Городок / Kasba (Индия), режиссёр Кумар Шахани. Сюжет фильма основан на повести «В овраге»
- 1992 — Господи, прости нас, грешных (Украина), режиссёр Артур Войтецкий (по мотивам повести А. П. Чехова «В овраге»)
- 1994 — Колечко золотое, букет из алых роз (Россия), режиссёр Дмитрий Долинин (по повести «в Овраге)»